# Акбаров, Анвар Аскарович
Анвар Аскарович Акбаров (каз. Әнуар Асқаржанұлы Окнаров; род. 4 января 1946) — советский и казахстанский композитор, музыковед, скрипач, профессор (1993). Заслуженный деятель РК (1994).

## Биография
Родился 4 января 1946 года в Алматинской области в городе Жаркент (по другим данным в селе Шелек) в уйгурской семье.
В 1969 году окончил Алматинскую консерваторию по классу скрипки. В 1973 году окончил квартетную аспирантуру Московской государственной консерватории им. П. И. Чайковского.
В 1973—1979 годах руководитель струнного квартета Казахской филармонии — неоднократного лауреата международных конкурсов.
Автор 6 пьес, методических трудов для скрипки и фортепиано.

## Концертная деятельность
- Концерты в качестве художественного руководителя и дирижера Международного студенческого камерного оркестра «Тюрксой» с 2010 г. (Турция, США, Германия, Англия, Шотландия, Италия, Кипр);
- 11,12- сентября 2018 г. концерт с Международным молодёжным камерным оркестром в г. Актау (художественный руководитель и дирижёр оркестра)[3].